# Principio della correlazione tra accusa e sentenza
Il principio di correlazione tra accusa e sentenza fa parte dei principi cui si deve attenere lo svolgimento del giudizio ordinario penale e riguarda il dovere del giudice di dover giudicare solo sui fatti portati in esame dalle parti. Strettamente collegato al principio del contraddittorio, serve a tutelare il diritto di difesa che sarebbe altrimenti reso vano. È previsto e disciplinato dall'art. 521-segg. del c.p.p.. L'organo competente è il giudice.
A questo principio sono permesse tuttavia alcune deroghe.

## Deroghe
Dopo la riforma del 1988, la possibilità di modifica dell'imputazione è risultata notevolmente ampia.
- ex art. 516 c.p.p: se il fatto risulti diverso da come è descritto nel decreto di rinvio a giudizio e rimane di competenza dello stesso giudice, il Pubblico Ministero può modificare l'imputazione effettuando la contestazione. Se è di competenza di altro giudice (tribunale collegiale ad esempio), l'eccezione va rilevata immediatamente, pena decadenza.
- ex art. 518 c.p.p.: il PM può contestare un nuovo fatto d'imputazione se questo rientra tra quelli per cui si debba procedere d'ufficio e non è presente nel decreto e tra le fattispecie enunciate dall'art 517. Per questa modifica dell'imputazione, però, serve il permesso del presidente del tribunale, del giudice monocratico e dell'imputato stesso.
- ex art. 522 c.p.p: il giudice deve con ordinanza trasmettere gli atti al PM qualora si ravvisi una differenza tra i fatti reali e quelli espressi nel decreto o nelle contestazioni suddette.

## Nozione di fatto diverso
Per identificare il fatto diverso citato dagli articoli precedenti, si effettuava prima della riforma un'esegesi dell'articolo 477 comma 2. Logicamente appare evidente che l'accertamento di una diversa visione naturalistica di un fatto che porta ad una modificazione dell'imputazione, non comporti una violazione del principio di correlazione, cosa che invece paradossalmente porterebbe se si dovesse giudicare una questione relativa a una situazione apparsa in seguito totalmente diversa.
La Corte di cassazione si è sforzata di trovare dei principi per demarcare i fatti risultanti diversi, precisamente con un criterio strutturale e l'altro funzionale.
- Criterio strutturale: sancisce un elemento fondamentale apportato dalla diversa visione della fattispecie, ovvero l'incertezza concernente l'oggetto dell'imputazione scaturita dalla modifica degli elementi essenziali della fattispecie concreta portata in giudizio non più collegabile a quella astratta prevista dal diritto positivo. La dottrina ha accettato questa impostazione, a patto che per elemento essenziale si intenda un elemento idonei ad influire sulla responsabilità.
- Criterio funzionale: questa violazione si presenta solo quando sia compromesso il diritto a difendersi dell'imputato e non basta un mero confronto letterale tra contestazione e sentenza.

Sono stati introdotti anche distinzioni diverse, come quella tra elementi integrativi e modificativi del reato, che ha suscitato varie perplessità.

## Questioni relative al diritto di difesa
Le deroghe al principio in questione e l'ampia possibilità di modificare l'imputazione nel corso del dibattimento, hanno sollevato dubbi, spesso rivolti alla Corte Costituzionale, relativi all'esercizio del diritto di difesa.
Se non crea grave problema il fatto che per molti, all'inizio, la difesa sarebbe rimasta spiazzata, dato che l'imputato e il difensore hanno un periodo a disposizione per sospendere il dibattimento non superiore a 40 giorni e la possibilità di assumere nuove prove, subito ci si è scontrati con l'art.519 cpp che per questo caso condizionava l'assunzione ex art. 507 (assoluta necessità): questo primo problema è stato risolto dalla Corte Costituzionale che ha dichiarato illegittimo tale inciso. Tuttavia dopo la modifica, risulta non assicurata l'uguaglianza delle parti, dato che questa facoltà non è prevista per il PM.
Uno dei problemi maggiori li crea il fatto che con la modificazione dell'imputazione, l'imputato non può chiedere il patteggiamento o il giudizio abbreviato. Anche in questo caso si è pronunciata la Corte Costituzionale, ritenendo infondati i dubbi relativi agli artt.516 e 517 cpp, visto che non si prospetterebbe l'aspetto di premialità (essendo già approdato l'imputato alla fase dibattimentale) e comunque l'imputato saprebbe il rischio che correrebbe non beneficiando subito dei riti alternativi: tuttavia su questa questione la stessa corte è intervenuta dichiarando illegittime le parti di questi articoli che non permettevano l'oblazione qualora la situazione non fosse stata determinata da inerzia o malafede dell'imputato. In aggiunta a questo all'imputato è concesso richiedere l'applicazione della pena su richiesta delle parti (ex art.444 cpp) in relazione al reato sorto successivamente in due peculiari ipotesi: quando il reato era evidente allo stato degli atti e il PM non l'ha comunicato nell'imputazione e quando la richiesta tempestiva era stata effettuata ma non accordata. Non può mai essere richiesto invece il giudizio abbreviato

## Nullità della sentenza
La patologia della sentenza che decida su di un fatto non formalmente contestato all'imputato non potrà che essere la nullità di essa (art. 522 c.p.p.. si tratta di nullità a regime intermedio se la violazione riguarda le norme sulla contestazione suppletiva o quelle conseguenti alla modifica dell'imputazione(art 180 c.p.p.), mentre si tratta di nullità assoluta (art 179 c.p.p.) se la violazione del principio di correlazione riguarda la contestazione di un fatto nuovo.